# Подградік
Подградік (словац. Podhradík) — село в окрузі Пряшів Пряшівського краю Словаччини. Площа села 10,56 км². Станом на 31 грудня 2016 року в селі проживало 399 жителів.
Неподалік знаходяться залишки замку Шебеш.

## Історія
Перші згадки про село датуються 1427 роком.

## Географія
Протікає потік Шебастовик.

## Населення
| Рік:            | 1994. | 2004.   | 2014.   | 2024.    |
| --------------- | ----- | ------- | ------- | -------- |
| Кількість осіб: | 326   | 350     | 372     | 434      |
| Різниця:        |       | +7,36 % | +6,28 % | +16,66 % |

| Рік:            | 2023. | 2024.   |
| --------------- | ----- | ------- |
| Кількість осіб: | 440   | 434     |
| Різниця:        |       | -1,36 % |